# 陕西老城根足球俱乐部
陕西老城根足球俱乐部位于陕西省西安市，成立于2012年3月13日，球队由代表陕西夺得2009年山东全运会的金牌的球队为班底组建。代表陕西省参加2013年辽宁全运会。主场为陕西省体育场，训练基地为丈八训练基地。其后未参加2014年中乙联赛比赛。

## 俱乐部历史
2011年，西安老城根企业文化传播有限公司出资百万，冠名赞助陕西青年队（省男子足球队）参加中乙联赛。
2012年3月13日，陕西老城根足球俱乐部宣布成立。球队的班底是陕西人和梯队，即2009年全运会男足乙组亚军陕西队。俱乐部与陕西省足球管理中心合作，参加乙级联赛的同时为省代表队参加2013年全运会练兵。球队连续三年冲击甲级失败。2013年全运会结束后，俱乐部决定暂时离开乙级联赛，专注青训，培养自己的球员。
| 年份   | 赛事             | 赛区 | 名次                    |
| ------ | ---------------- | ---- | ----------------------- |
| 2011年 | 中国足球乙级联赛 | 北区 | 北区第六                |
| 2012年 | 中国足球乙级联赛 | 北区 | 北区第四 晋级全国总决赛 |
| 2013年 | 中国足球乙级联赛 | 南区 | 南区第七                |

## 链接
- 2013赛季陕西老城根足球俱乐部官方网站